# Església de Sant Martí Sescorts
L'església de Sant Martí Sescorts és una església situada al nucli de Sant Martí Sescorts, al terme de l'Esquirol, comarca d'Osona, declarada Bé cultural d'interès local.

## Història
Apareix documentada l'any 934 quan pertanyia al terme de la ciutat de Roda, passant posteriorment a formar part del castell de Manlleu. Consta a un llistat de parròquies del bisbat de Vic entre els anys 1025-1050 com església parroquial amb el nom de Sant Martí de Cotis. Quan va ser renovada l'any 1068, va consagrar el nou edifici el bisbe Guillem de Balsareny de Vic. Va quedar vinculada al monestir de Santa Maria de Manlleu al segle xii. Es van fer reformes als segles XVI i XVIII.

## Arquitectura
Té planta de creu llatina d'una nau, amb tres absis i creuer. La nau està coberta amb volta de canó, reforçada amb tres arcs torals. A l'absis central hi ha quatre fornícules, no visibles exteriorment, que estaven decorades amb pintures murals, descobertes l'any 1909, traslladant-les el 1936 al Museu Episcopal de Vic. Representen escenes del pecat original com l'expulsió d'Adam i Eva del paradís.
La part superior de les fornícules hi ha fragments de pintures que representen la vida del titular de l'església Sant Martí de Tours: la curació d'un cec per part del sant, Sant Martí partint-se la capa amb un pobre i alguna altra pintura amb figures humanes i d'animals. Totes aquestes pintures estan datades a la fi del segle xii o principis del XIII i estan molt relacionades amb les de les esglésies de Sant Esteve de Polinyà i les de Santa Maria de Barberà.
A l'exterior es pot veure la decoració llombarda de l'absis central. Són arcuacions formant sèries de dos arcs entre lesenes i a l'absidiola que es conserva de les dues originals; les sèries són de quatre arquets també separats per lesenes.
El campanar, de planta quadrada i d'uns 20 metres d'altura, té una coberta a quatre aigües. Tres pisos amb finestres, algunes cegues amb arcs de mig punt.